# Campo Imperatore

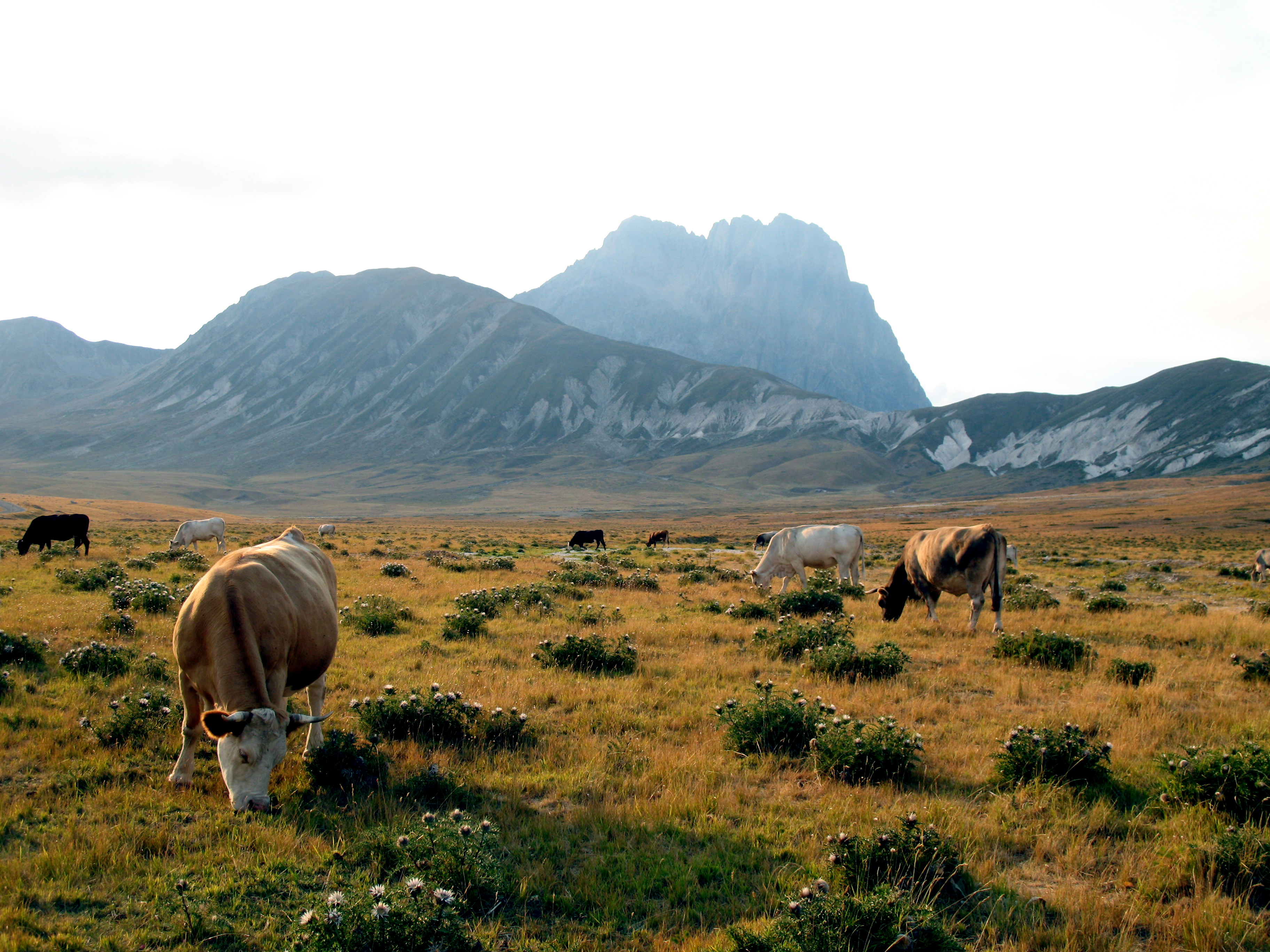
A Campo Imperatore, háttérben a Cono Grande

A Campo Imperatore egy fennsík Olaszország Abruzzo régiójában, a Gran Sasso d’Italia hegységben. Az Appenninek vonulatának legnagyobb fennsíkja; gyakran olasz Tibetként is emlegetik.

## Földrajzi jellemzői
A fennsík alluviális (feltöltődéses) jellegű, a közeli hegységeinek gleccserei alakították ki. A fennsík 27 km hosszú és átlagosan 8 km széles. Az Appenninek legmagasabb csúcsa, a Corno Grande (2912 m) valamint Európa legdélibb gleccsere, a Calderone lábainál terül el. A fennsíkot a Monte Prena, Monte Aquila, Monte Scindarella, Monte Camicula, Monte Mesola valamint Monte Bolza fogják körül. Magassága 1500-1900 méter között változik.

## Látnivalók
A Campo Imperatore nyugati oldalán fekszik Olaszország legrégebbi síparadicsoma, mely napjainkban is nagy népszerűségnek örvend, hiszen mindössze 132 km-re fekszik Rómától. Itt raboskodott 1943 augusztusában Benito Mussolini. A fennsík keleti oldalán levő 4 km hosszú sípálya Castel del Monte városához tartozik.
A város déli lejtőjén két középkori vár emelkedik, az egyik Castel del Monte város területén a másik pedig Santo Stefano di Sessanióban, mely egyben Európa legmagasabban fekvő erődítménye (Rocca Calascio erőd).
A fennsíkon építették fel 1951-ben a Campo Imperatore Csillagvizsgálót, mely a római intézménynek van alárendelve.

## Élővilága
A fennsíkon alakították ki 1952-ben a Campo Imperatore Botanikus Kertet, mely a helyi és magashegységi több mint 300 növényfaj genetikai állományának megőrzésével foglalkozik. A veszélyeztetett növények közé tartoznak a sárga tárnics, havasi gyopár valamint a sárga hérics.
A fennsík állatvilágának a képviselői a farkas, vadmacska, vaddisznó, róka, zerge, vízisikló, szirti sas és vándorsólyom.

## Galéria

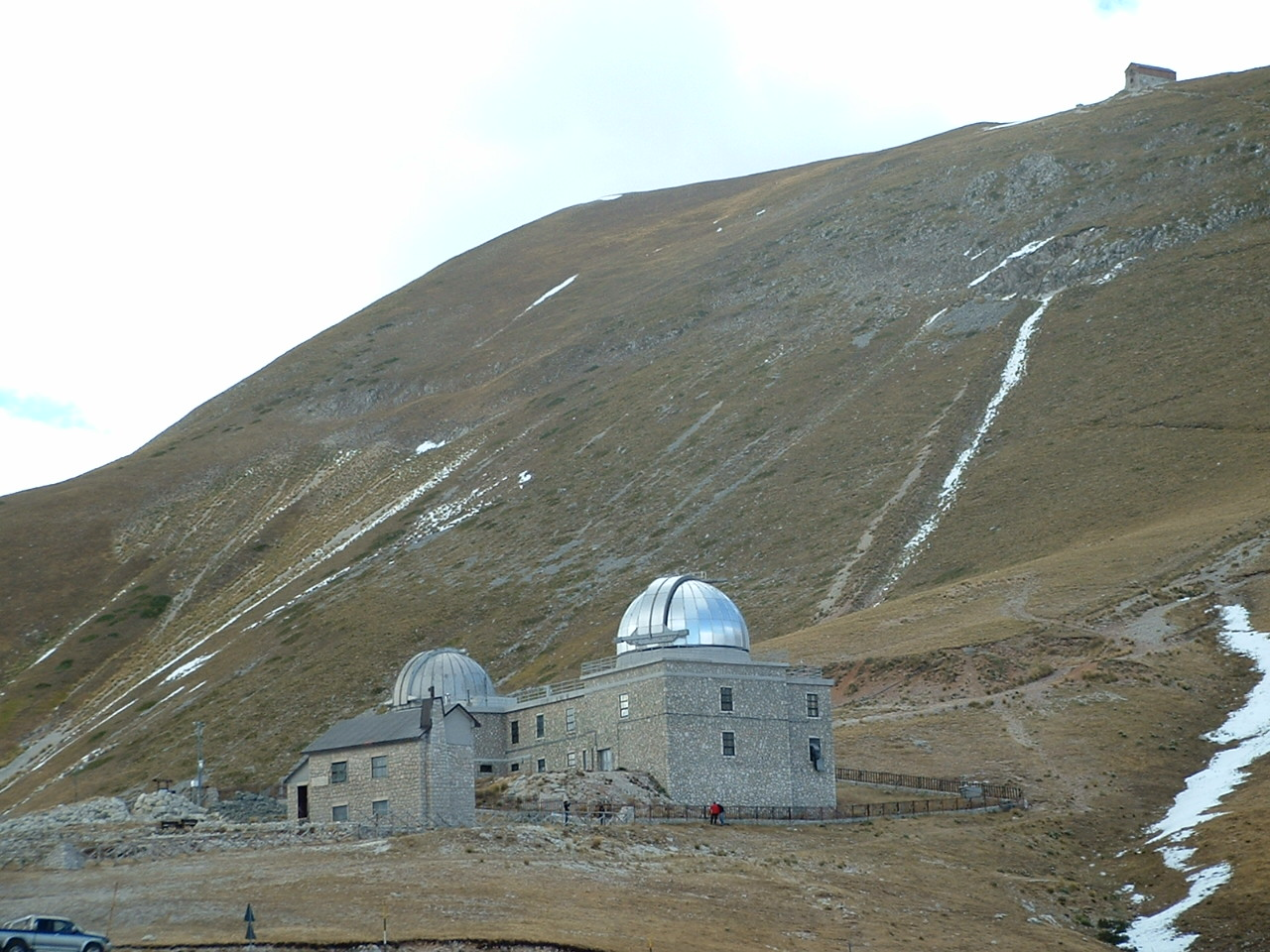
Campo Imperatore Csillagvizsgáló
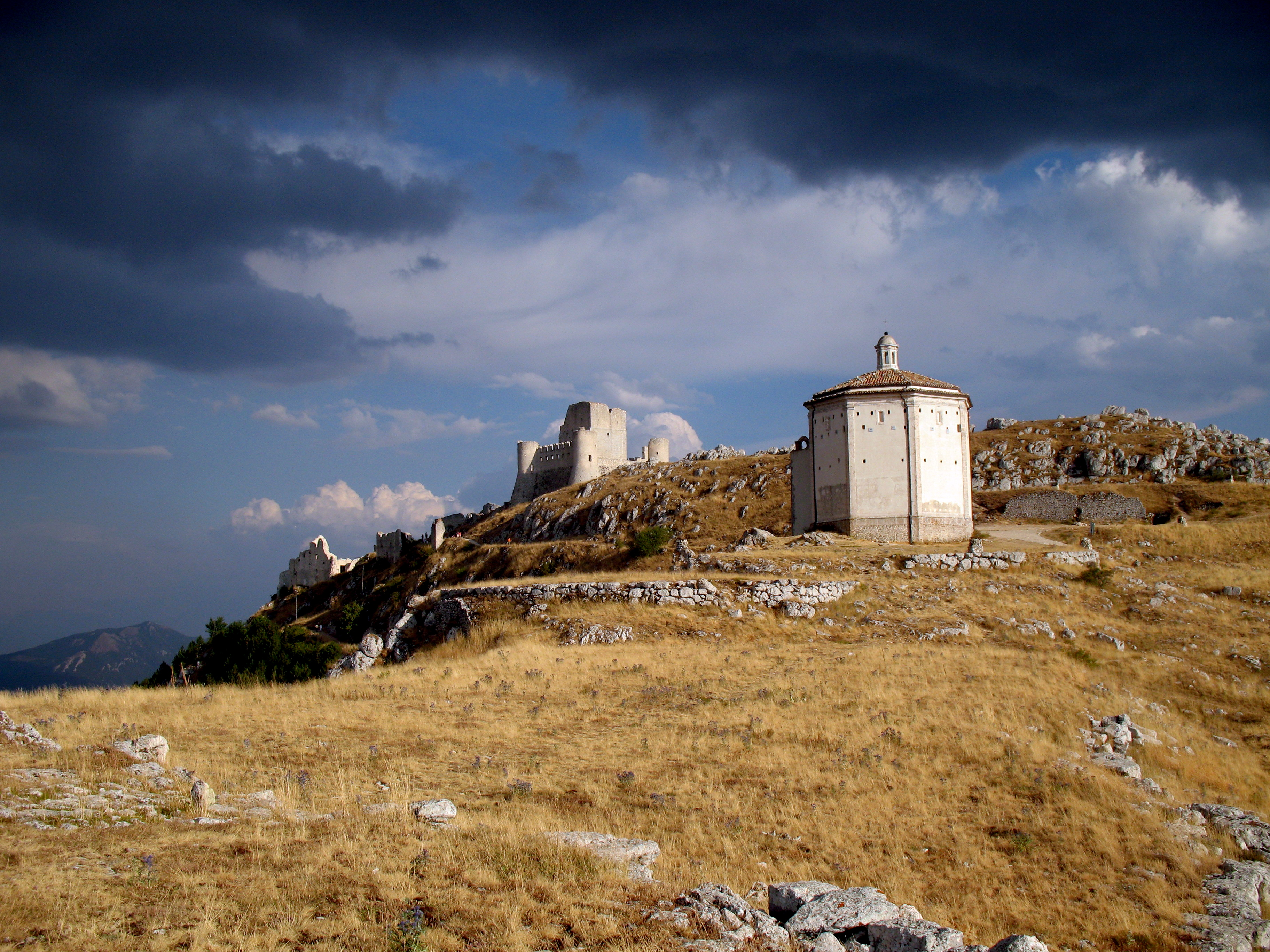
Rocca Calascio erőd
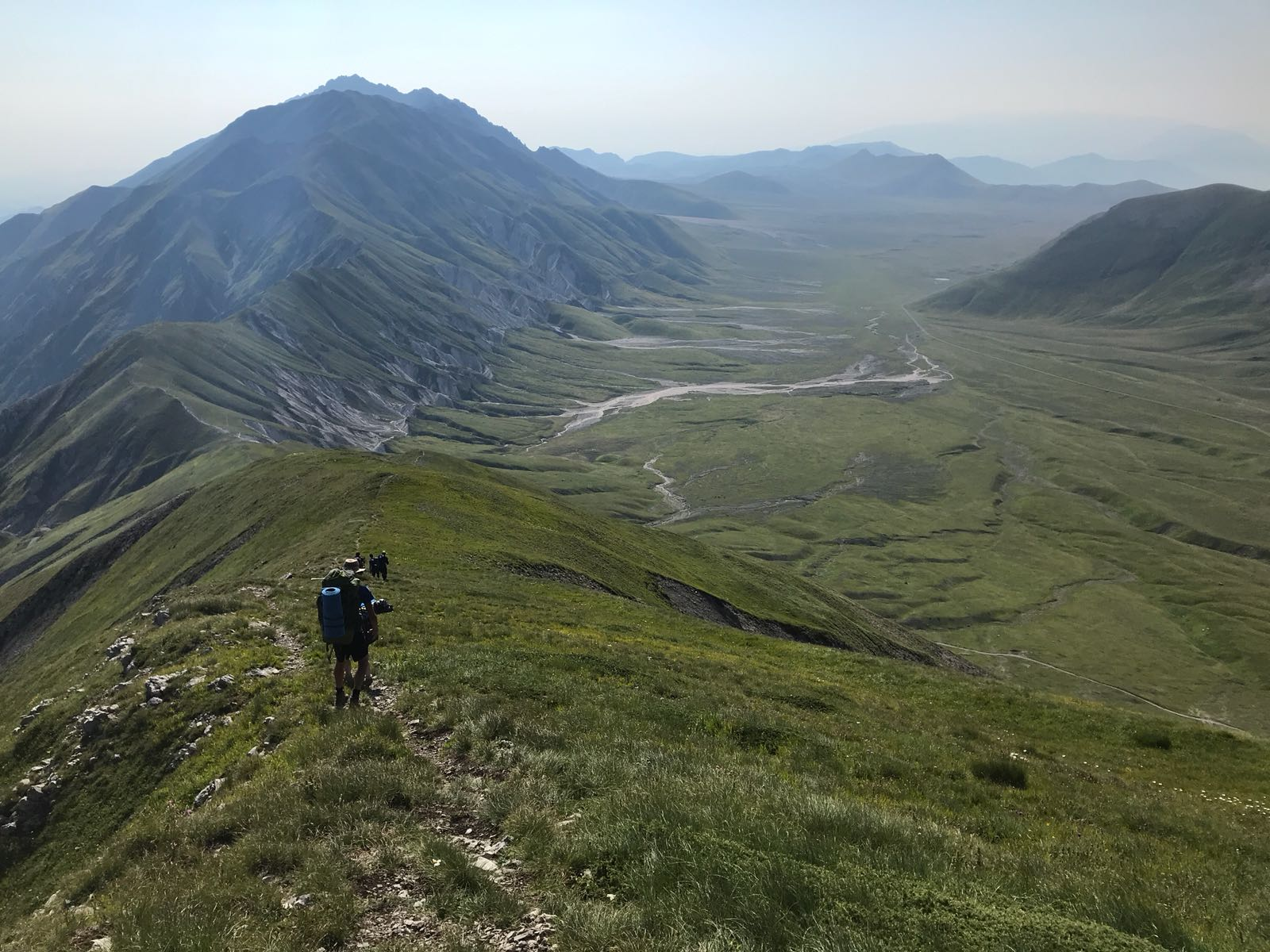
A Campo Imperatore ősszel
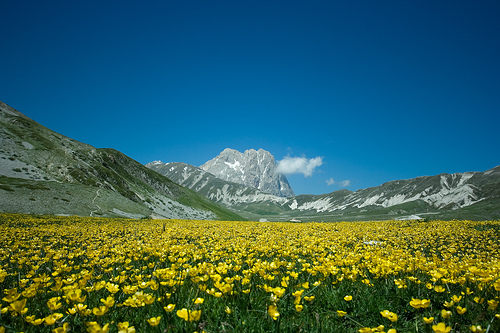
A Campo Imperatore jellegzetes virága a sárga tárnics